# Zoran Nenezić
Zoran D. Nenezić (Beograd, 16. prosinca 1952. – Beograd, 25. ožujka 2021.), bio je srbijanski književnik, publicist, historiograf i novinar.

## Životopis
Nenezić je rođen 1952. godine u Beogradu, SR Srbija. Diplomirao je srpskohrvatski jezik i jugoslavenske književnosti na Filološkom fakultetu Sveučilišta u Beogradu.
Pisao je prozu i poeziju te je bio novinar Duge. Autor je nekoliko najopsežnijih i dobro dokumentovanih knjiga na srpskom jeziku vezanih za slobodno zidarstvo.
Tvrdnje sugeriraju da je Nenezić odigrao ključnu ulogu u obnovi slobodnog zidarstva na prostoru komunističke Jugoslavije, nakon razdoblja njegove zabrane. Ova zasluga mogla je biti presudna u njegovom izboru za velikog majstora Velike lože Jugoslavije 1990. godine.
Preminuo je 25. ožujka 2021. u Beogradu.